# Walenty Jeziorkowski
Walenty Jeziorkowski herbu Rawicz (XVII wiek) – miecznik podolski (1627), rotmistrz królewski, posiadacz wsi Nestorowiec (1639).
Poślubił Annę Smiotanko, chorążankę podolską. Miał z nią córkę Helenę, żonę Krzysztofa Dzierżka, i Krystynę, żonę kolejno Pawła Świrskiego, Kondrackiego, Mikołaja Zaćwilichowskiego, Jerzego Wołodyjowskiego i Franciszka Dziewanowskiego.
Krystyna Jeziorkowska, córka Walentego, była pierwowzorem postaci Basi, bohaterki Pana Wołodyjowskiego Henryka Sienkiewicza. Sam Walenty Jeziorkowski jest wspomniany w powieści w relacji pani Makowieckiej. Wynika z niej, że był komisarzem do rozgraniczenia Podola i zmarł, osierocając córkę.
Walenty pojawia się też w opowiadaniu Pani Wołodyjowska Marcelego Kosmana.